# Der Papierene Gustl

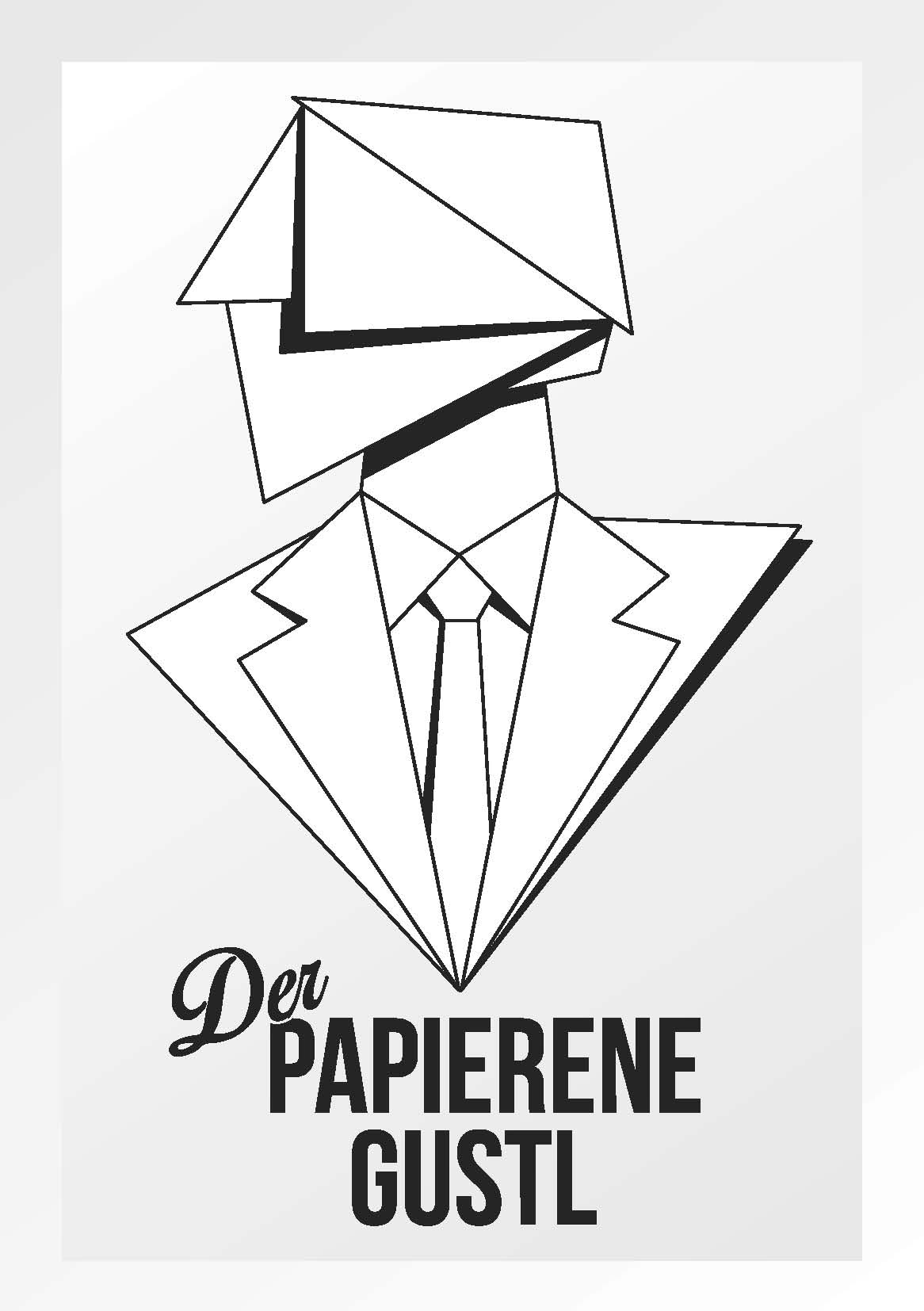
Neues Logo (ab Gustl-Verleihung 2015)

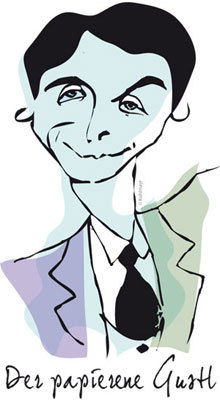
Logo der Auszeichnung Der Papierene Gustl, altes Logo (2003–2014)

Der Papierene Gustl ist der jährlich vergebene Preis der österreichischen Filmjournalisten an die österreichischen Verleiher.

## Geschichte
Er wird seit dem Jahre 2003 vergeben. Initiator des undotierten Preises – eine einfache Papierurkunde – ist der Wiener Filmjournalist Herbert Wilfinger (u. a. Verlag Filmindex; Filmarchiv Austria). Preisträger sind die österreichischen Verleiher der Siegerfilme. Zur Auswahl stehen sämtliche in einem Kalenderjahr in Wien regulär angelaufenen Filme. Der Preis wird derzeit in vier Kategorien vergeben: Zum Papierenen Gustl für den Sieger unter allen (internationalen) angelaufenen Filmen des Kalenderjahres (seit 2003) kommt der Papierene Gustl für die beste österreichische Produktion, die aus dem Gesamtergebnis herausgefiltert wird (seit 2006). Seit 2012 erhält auch der beste Dokumentarfilm des Jahres eine Auszeichnung. Seit 2022 wird auch der Beste Animationsfilm mit einer Urkunde geehrt. Teilnahmeberechtigt sind alle Filmjournalisten Österreichs.
Im Jahre 2013 wurde der Papierene Gustl auch für den besten internationalen Film der letzten zehn Jahre (2003–2012) vergeben. Der Preis ging an die österreichisch-deutsch-französisch-italienische Co-Produktion aus dem Jahr 2009, Das weiße Band (Regie: Michael Haneke).

### Abstimmverfahren
Der Siegerfilm wird durch Auszählung ermittelt: Jeder Journalist reicht eine Liste seiner zehn besten Filme des Jahres ein. Die Liste kann je nach Vorliebe gereiht oder ungereiht sein, die Punkte werden entsprechend gewichtet. Vergeben wird der Preis durch den Verein Österreichischer Filmjournalisten DPG in Kooperation mit der Austrian Film Critics’ Guild (AFCG) im Frühjahr des Folgejahres.

### Name
Der Name Papierener Gustl entsprang dem Wunsch des Initiators nach einem typischen Wiener Namen (ursprünglich waren nur Wiener Filmjournalisten teilnahmeberechtigt), der sich ganz dezidiert von den üblichen glamourösen Namen sonstiger Filmpreise unterscheiden sollte. Die auf der Urkunde abgebildete Figur des „Gustl“ ist in Anlehnung an eine Selbstkarikatur des heute nahezu unbekannten Regisseurs Malcolm St. Clair entstanden.
Bei der Verleihung im Jahre 2016 (Papierener Gustl 2015) wurde erstmals ein neues Gustl-Logo vorgestellt, das von Absolventen der HTL Spengergasse entwickelt worden war.

### Verleihung
Die Preisvergabe erfolgt in einem Wiener Restaurant in Anwesenheit von Filmverleihern, Filmjournalisten sowie Darstellern und Mitgliedern des Produktionsteams der jeweiligen österreichischen Siegerfilme. Im Jahr 2020 wurde der Preis aufgrund der Corona-Krise und des damit einhergehenden Lockdowns ausnahmsweise nur virtuell vergeben. Der Papierene Gustl ist seit Beginn eine Auszeichnung ohne jegliche finanzielle Unterstützung, getragen einzig vom Engagement sämtlicher Mitglieder. Der Verein Österreichischer Filmjournalisten DPG verzichtet auch auf die Einhebung eines Mitgliedsbeitrages.

## Preisträger
- 2003: Mein Leben ohne mich / My Life Without Me (Verleih: Tobis)
- 2004: Lost in Translation (Verleih: Constantin)
- 2005: Match Point (Verleih: Polyfilm)
- 2006:
  - Good Night, and Good Luck. (Verleih: Stadtkino) ex aequo mit
  - Das Leben der Anderen (Verleih: Buena Vista)
  - Österreich: Exile Family Movie von Arash T. Riahi – noch ohne Urkunde an den Verleih (Filmladen)
- 2007
  - Tödliche Versprechen – Eastern Promises (Verleih: Tobis)
  - Österreich: Import Export von Ulrich Seidl (Verleih: Filmladen)
- 2008:
  - Gomorrha – Reise in das Reich der Camorra (Verleih: Polyfilm) ex aequo mit
  - No Country for Old Men (Verleih: Universal Pictures)
  - Österreich: Revanche von Götz Spielmann (Verleih: Filmladen)
- 2009
  - Das weiße Band (Verleih: Filmladen)
  - Österreich: Das weiße Band (Verleih: Filmladen)[1]
- 2010
  - Tödliches Kommando – The Hurt Locker (Verleih: Constantin)
  - Österreich: Die unabsichtliche Entführung der Frau Elfriede Ott (Verleih: Luna)[2]
- 2011
  - Melancholia (Verleih: Filmladen)[3]
  - Österreich: Atmen (Verleih: Thimfilm)[4]
- 2012[5]
  - Liebe (Verleih: Filmladen)
  - Österreich: Paradies: Liebe (Verleih: Stadtkino)
  - Bester Dokumentarfilm: Searching for Sugar Man (Verleih: Polyfilm)
- 2013[6]
  - Django Unchained (Verleih: Sony)
  - Österreich: Paradies: Glaube (Verleih: Stadtkino)
  - Bester Dokumentarfilm: Der Letzte der Ungerechten (Verleih: Filmladen)

Bei der Abstimmung 2013 wählten 98 Journalisten aus 55 Medien auch den besten Film der vergangenen zehn Jahre. Dabei standen die 12 Gewinnerfilme aus den Jahren 2003 bis 2012 zur Auswahl. Sieger wurde Michael Hanekes Das weiße Band vor Lars von Triers Melancholia und No Country for Old Men von den Coen-Brüdern.
- 2014
  - Boyhood (Verleih: UPI)
  - Österreich: Das finstere Tal (Verleih: Filmladen)
  - Bester Dokumentarfilm: The Act of Killing (Verleih: alphaville)
- 2015
  - Birdman (Verleih: Twentieth Century Fox)
  - Österreich: Ich seh Ich seh (Verleih: Stadtkino)
  - Bester Dokumentarfilm: The Look of Silence (Verleih: Polyfilm)
- 2016
  - Toni Erdmann (Verleih: Filmladen)
  - Österreich: Vor der Morgenröte (Verleih: Filmladen)
  - Dokumentarfilm: Mobilisierung der Träume / Dreams Rewired (Verleih: Polyfilm) vom Regietrio Manu Luksch, Martin Reinhart und Thomas Tode[7]

Bei der Abstimmung 2016 wurde auch der beste österreichische Film der letzten zehn Jahre gewählt. Dabei standen die 12 Gewinnerfilme aus den Jahren 2006–2015 zur Auswahl. Sieger wurde Michael Hanekes Das weiße Band vor Revanche (Regie: Götz Spielmann) und Das finstere Tal (Regie: Andreas Prochaska)
- 2017
  - Manchester by the Sea (Verleih: UPI)
  - Österreich: Die beste aller Welten (Verleih: Polyfilm)
  - Dokumentarfilm: I Am Not Your Negro (Verleih: Polyfilm)[8]
- 2018
  - Three Billboards Outside Ebbing, Missouri (Verleih: Twentieth Century Fox)[9]
  - Österreich: Murer – Anatomie eines Prozesses (Verleih: Filmladen)
  - Dokumentarfilm: Waldheims Walzer (Verleih: Filmladen)
- 2019
  - Parasite (Verleih: Filmladen)[10]
  - Österreich: Joy (Filmladen)
  - Dokumentarfilm: Heimat ist ein Raum aus Zeit (Verleih: Filmgarten)
- 2020
  - Little Women (Verleih: Sony)[11]
  - Österreich: Die Dohnal (Verleih: Filmdelights)
  - Dokumentarfilm: Die Dohnal (Verleih: Filmdelights)
  - Animationsfilm: Bunuel im Labyrinth der Schildkröten (Verleih: Polyfilm)
- 2021
  - Große Freiheit (Verleih: Filmladen)[12]
  - Österreich: Große Freiheit (Verleih: Filmladen)
  - Dokumentarfilm: Aufzeichnungen aus der Unterwelt (Verleih: Stadtkino)
  - Animationsfilm: Encanto (Verleih: Disney)
- 2022[13]
  - Everything Everywhere All at Once (Verleih: Constantin Film)
  - Österreich: Eismayer (Verleih: Filmladen)
  - Dokumentarfilm: Ennio Morricone – Der Maestro (Verleih: Filmladen)
  - Animation: Guillermo del Toros Pinocchio (Verleih: Netflix)
- 2023 
  - Oppenheimer (Verleih: Universal Pictures)[14]
  - Österreich: Vera (Verleih: Stadtkino)
  - Dokumentarfilm: Auf der Adamant (Verleih: Panda Lichtspiele)
  - Animationsfilm: Spider-Man: Across the Spider-Verse (Verleih: Sony)
- 2024[15]
  - Bester Film des Jahres: Des Teufels Bad von Veronika Franz und Severin Fiala (Verleih: Filmladen)
  - Bester österreichischer Film: Des Teufels Bad von Veronika Franz und Severin Fiala (Verleih: Filmladen)
  - Bester Dokumentarfilm: Favoriten von Ruth Beckermann (Verleih: Filmladen)
  - Bester Animationsfilm: Der Junge und der Reiher von Hayao Miyazaki (Verleih: Polyfilm)

## Galerie

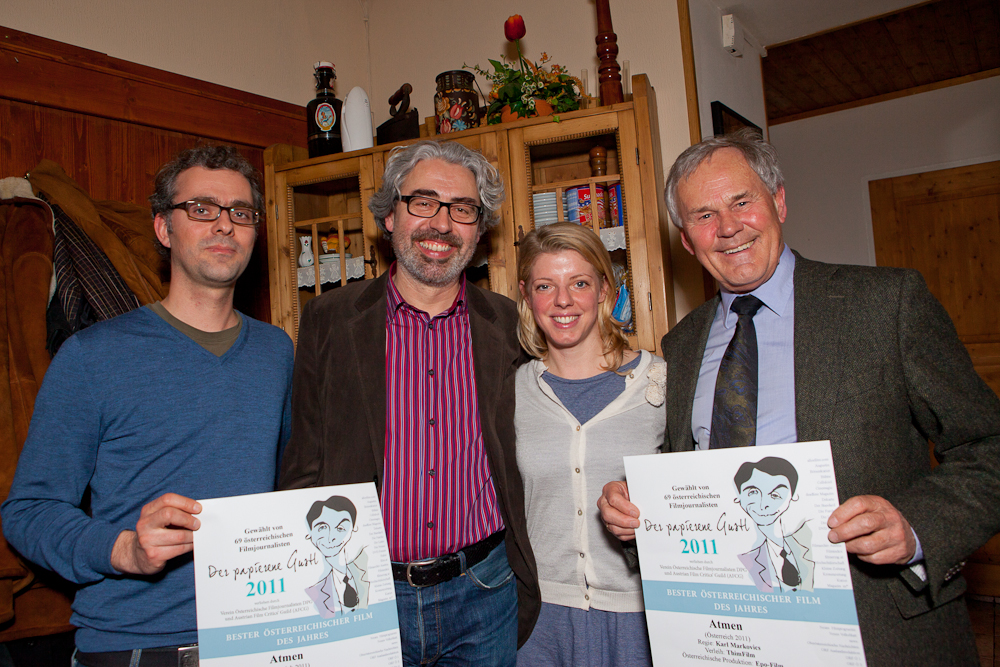
Preisverleihung: Leon Ilsen, Anton Maria Aigner, Karin Lischka und Dieter Pochlatko nahmen den Papierenen Gustl 2011 für den besten österreichischen Film Atmen entgegen
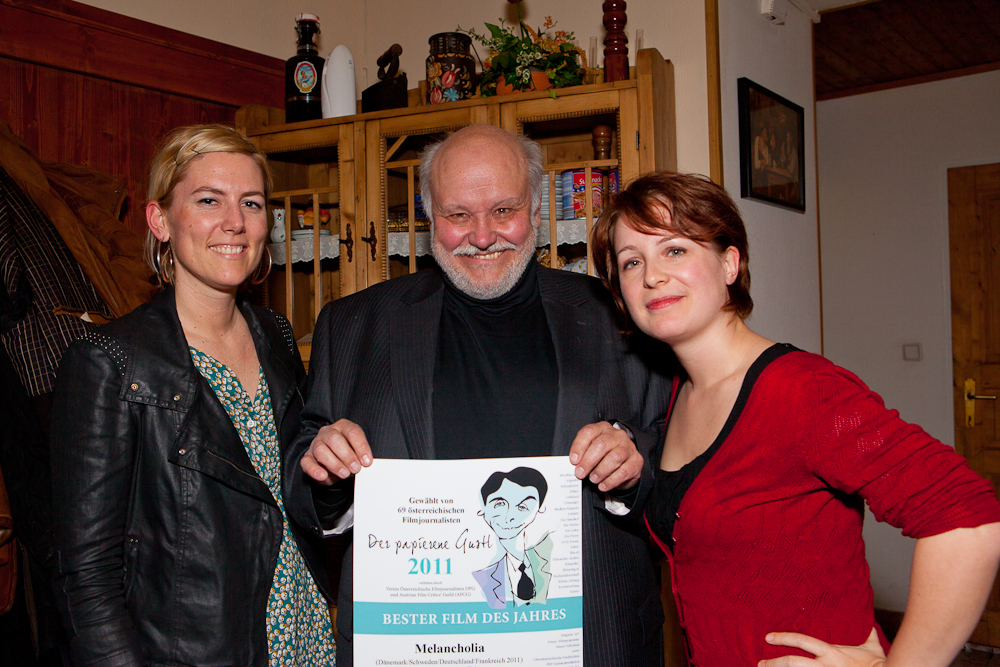
Lisi Klinger und Susanne Auzinger vom Filmladen Verleih erhalten den Preis für den besten internationalen Film 2011, Melancholia, von Gustl-Gründer Herbert Wilfinger
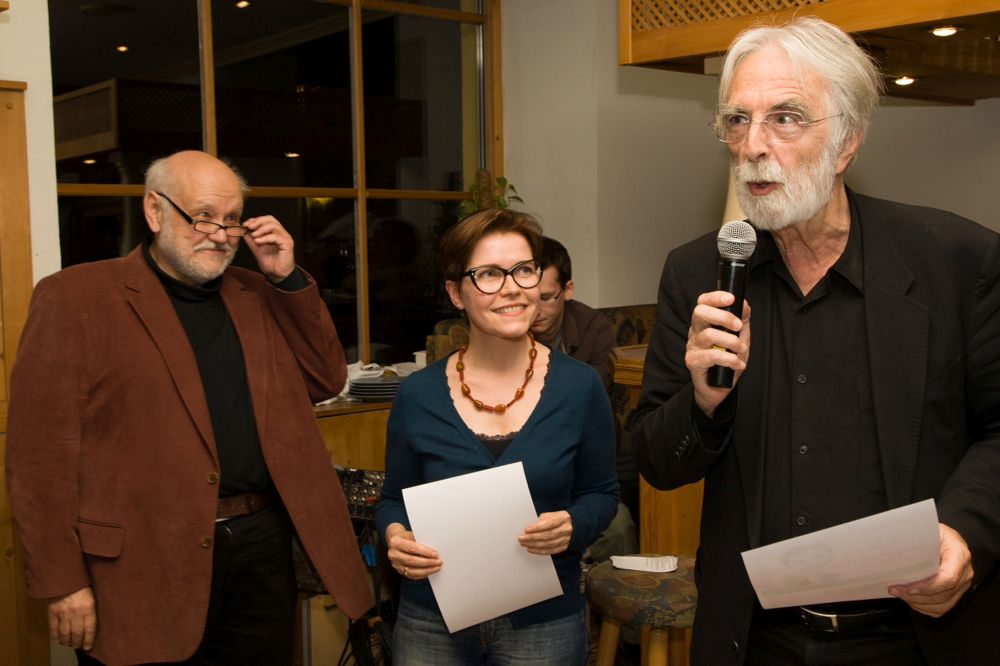
Verleihung Papierener Gustl 2013 (Bester internationaler Film 2003 bis 2012 „Das weiße Band“) v. l. n. r. Herbert Wilfinger, Gabriele Knittel, Michael Haneke
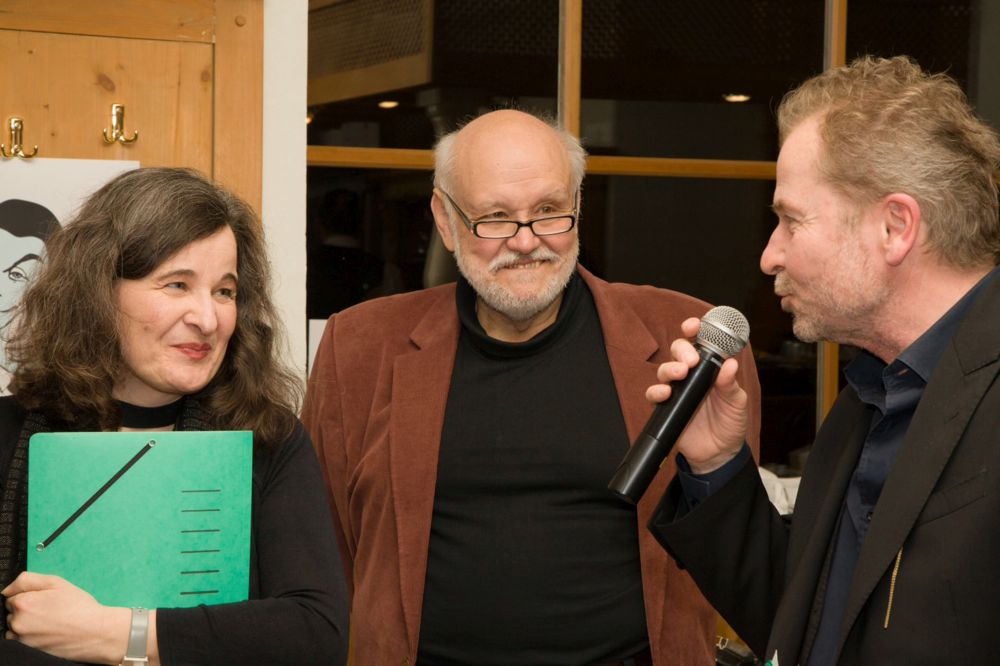
Preisverleihung des Papierenen Gustl 2013 v. l. n. r. Maria Hofstätter, Herbert Wilfinger, Ulrich Seidl (Bester Österreichischer Film 2013 „Paradies: Glaube“)
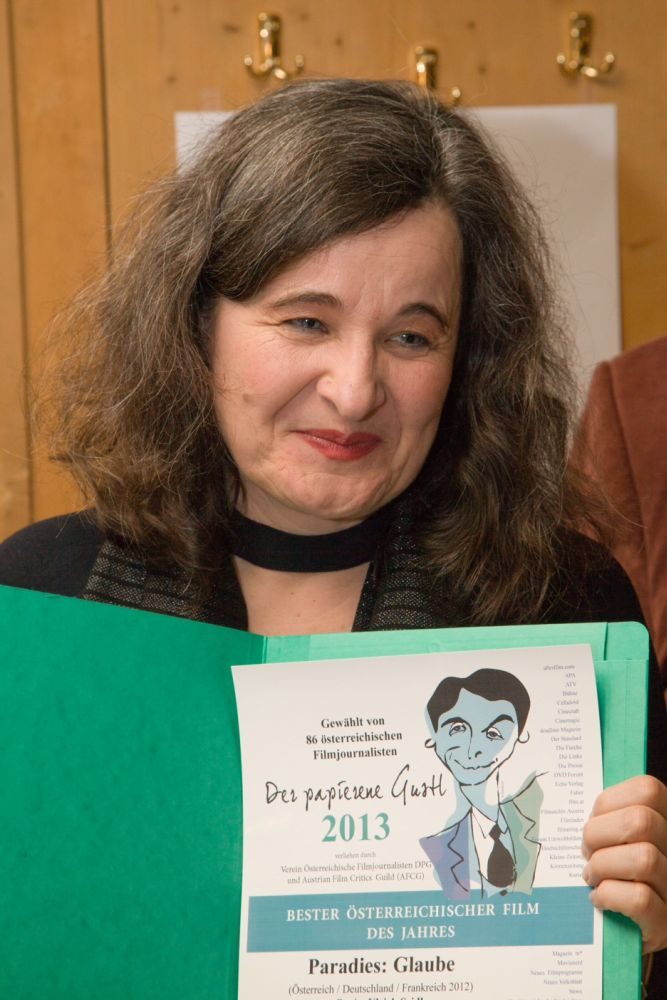
Preisverleihung Papierener Gustl 2013, Maria Hofstätter (bester österreichischer Film „Paradies: Glaube“)
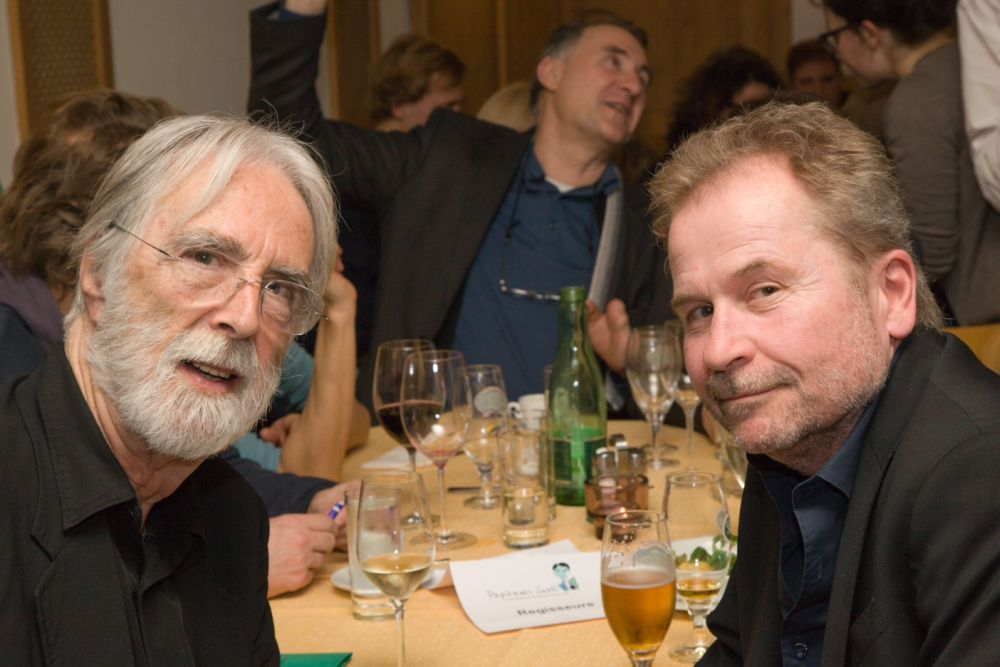
Preisverleihung Papierener Gustl 2013, v. l. n. r. die Regisseure Michael Haneke und Ulrich Seidl
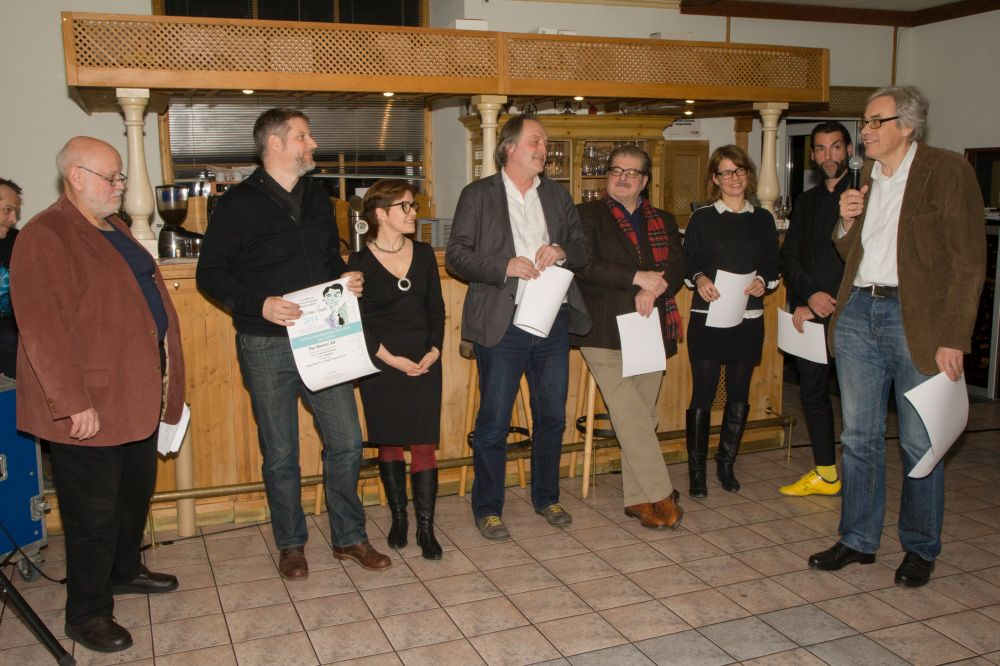
Verleihung Papierener Gustl 2014 v. l. n. r. Herbert Wilfinger, Andreas Prochaska, Gabriele Knittel, Helmut Grasser, Erwin Steinhauer, Helene Lang, Roman Braunhofer, Michael Stejskal
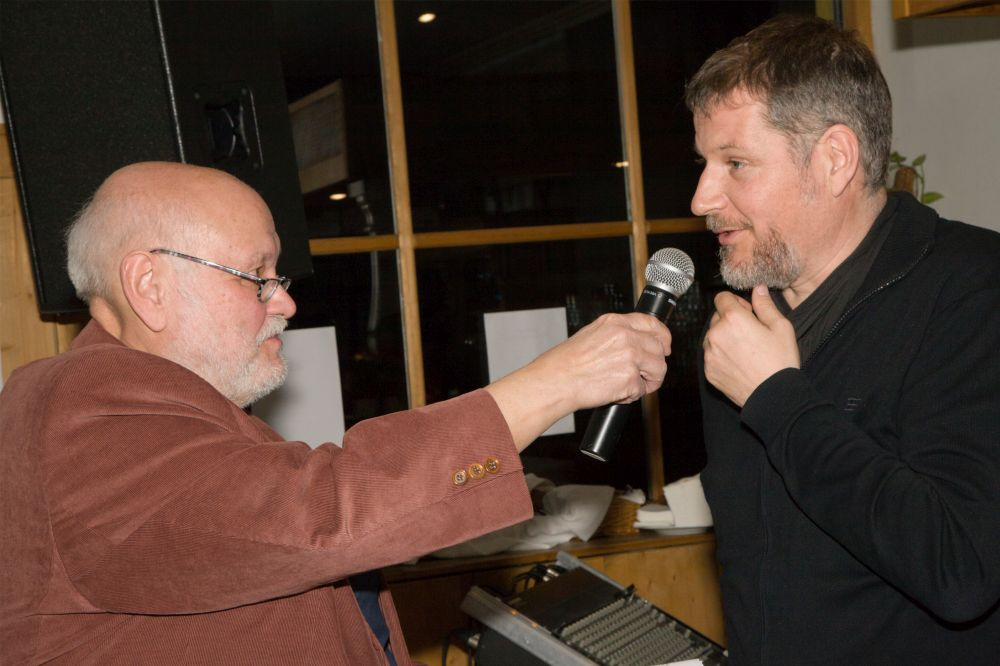
Verleihung Papierener Gustl 2014 v. l. n. r. Herbert Wilfinger interviewt Regisseur Andreas Prochaska
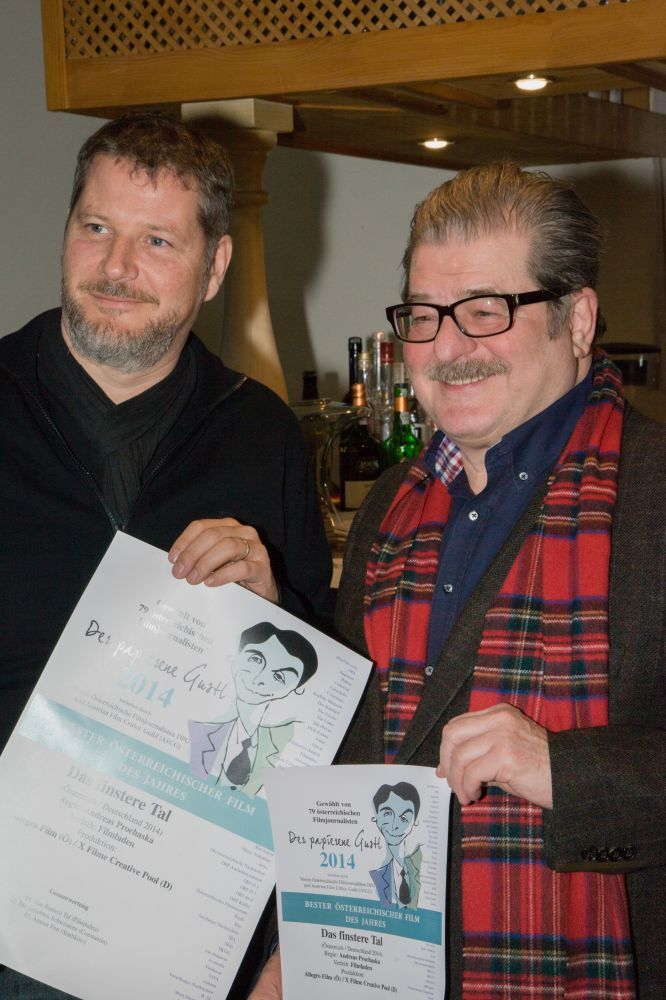
v. l. n. r. Andreas Prochaska (Regie) und Erwin Steinhauer mit den Urkunden für den besten österreichischen Film 2014 „Das finstere Tal“
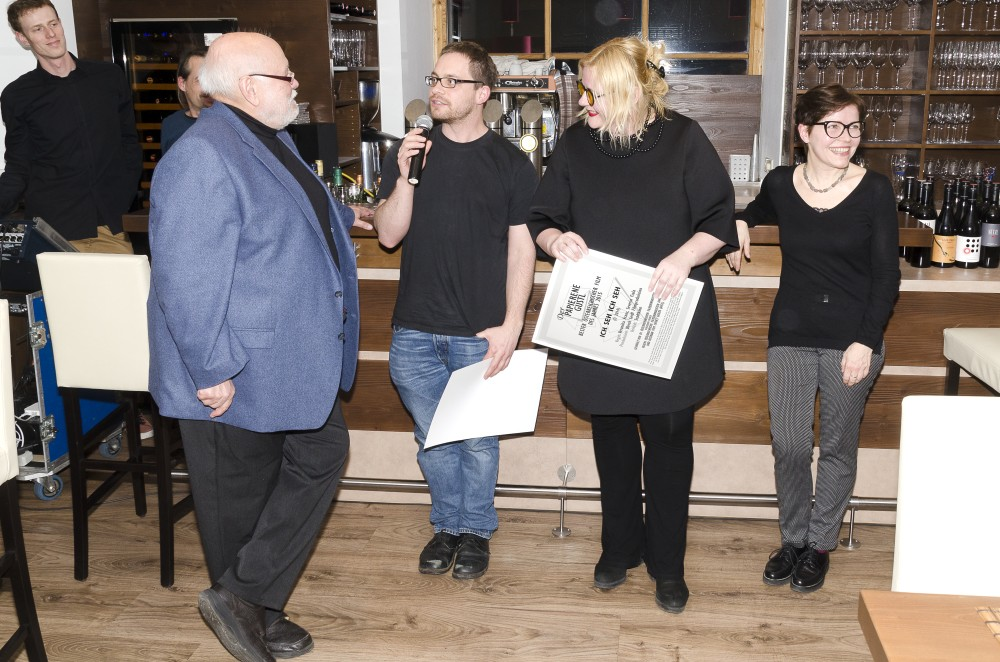
Preisverleihung Papierener Gustl 2015, v. l. n. r. Herbert Wilfinger, Severin Fiala, Veronika Franz, Gabriele Knittel (bester österreichischer Film 2015 „Ich seh ich seh“)
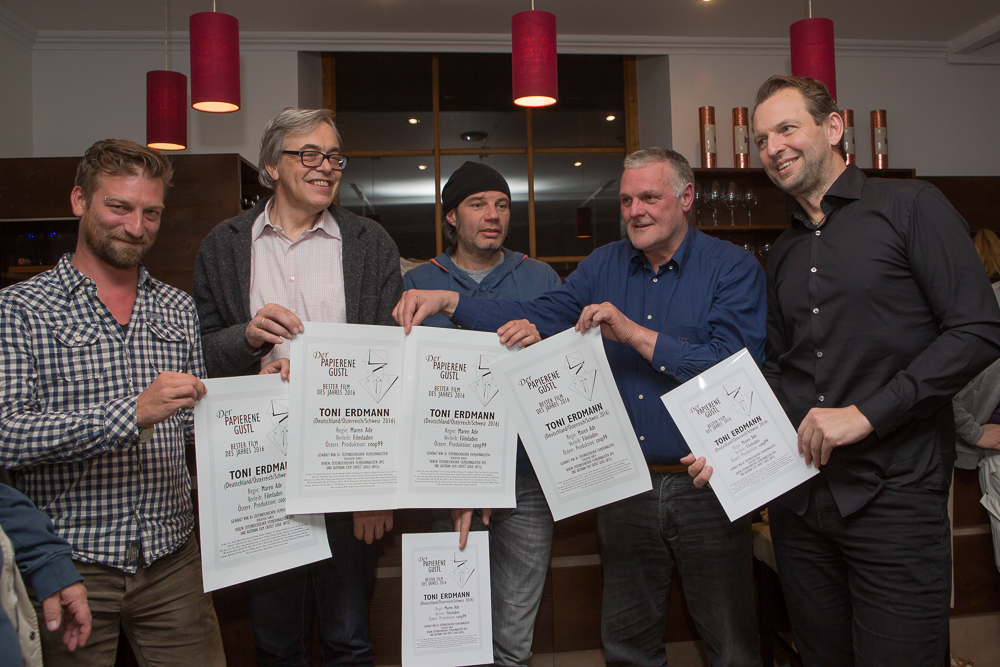
Papierener Gustl 2016